# Mecistocephalus pahangiensis
Mecistocephalus pahangiensis är en mångfotingart som beskrevs av Verhoeff K.W. 1937. Mecistocephalus pahangiensis ingår i släktet Mecistocephalus och familjen storhuvudjordkrypare. Inga underarter finns listade i Catalogue of Life.